# Herrickia glauca
Herrickia glauca là một loài thực vật có hoa trong họ Cúc. Loài này được (Nutt.) Brouillet mô tả khoa học đầu tiên năm 2004.